# ピースリビング
株式会社ピースリビング（英語: PEACE LIVING CO.,LTD.）は、徳島県徳島市応神町古川に本社を置く不動産会社。

## 沿革
- 2007年（平成19年） - 会社設立。
- 2008年（平成20年） - 徳島市応神町古川の本社が完成。
- 2014年（平成26年） - 徳島県内においてテレビCMの放送を開始。
- 2015年（平成27年） - 阿南市に徳島南店を開設。
- 2016年（平成28年） - 東京証券取引所「TOKYO PRO Market」へ上場[1]。
- 2018年（平成30年） - 9月27日に東京証券取引所へTOKYO PRO Market上場廃止を申請。10月26日に上場廃止[2][3]。

## 営業所
- 徳島本店
  - 徳島県徳島市応神町古川字日ノ上3-4
- 徳島中央店
  - 徳島県徳島市中常三島町1丁目3-1 ピーススクエア常三島1F
- 徳島南店
  - 徳島県阿南市富岡町滝の下32-11 ピーススクエア阿南1F
- m.c.office
  - 徳島県徳島市川内町平石住吉313-2